# Edo Patregnani
Edo Patregnani (Fano, 1 de mayo de 1938 - Cento, 3 de diciembre de 2013) fue un jugador de fútbol profesional italiano que jugaba en la demarcación de portero.

## Biografía
Edo Patregnani debutó como futbolista profesional en 1956 con el Alma Juventus Fano 1906 a los 18 años de edad. Tras un año fue traspasado al SS Sambenedettese Calcio, donde jugó 49 partidos en las cuatro temporadas que permaneció en el equipo. Posteriormente también jugó para el SPAL 1907, Lanerossi Vicenza, US Alessandria Calcio 1912, SSD Jesina Calcio y finalmente de nuevo para el Alma Juventus Fano 1906, club en el que se retiró como futbolista en 1970 a los 32 años de edad. Tras su retiro, y siendo profesor de educación física, fichó por el SPAL 1907 como entrenador de porteros. Hizo lo propio por el AC Savoia 1908, ASD Gualdo Casacastalda, Imolese Calcio 1919 y para el Copparese ASD.
Edo Patregnani falleció el 3 de diciembre de 2013 en Cento a los 75 años de edad.

## Clubes
| Club                       | País   | Año         | Partidos |
| -------------------------- | ------ | ----------- | -------- |
| Alma Juventus Fano 1906    | Italia | 1956 - 1957 | 6        |
| SS Sambenedettese Calcio   | Italia | 1957 - 1961 | 49       |
| SPAL 1907                  | Italia | 1961 - 1964 | 47       |
| Lanerossi Vicenza (cedido) | Italia | 1964 - 1965 | 9        |
| SPAL 1907                  | Italia | 1965 - 1966 | 0        |
| US Alessandria Calcio 1912 | Italia | 1966 - 1967 | 8        |
| SSD Jesina Calcio          | Italia | 1967 - 1968 | 1        |
| Alma Juventus Fano 1906    | Italia | 1968 - 1970 | 0        |